# Lasiopa rufitarsis
Lasiopa rufitarsis är en tvåvingeart som beskrevs av Gabriel Strobl 1906. Lasiopa rufitarsis ingår i släktet Lasiopa och familjen vapenflugor.
Artens utbredningsområde är Spanien. Inga underarter finns listade i Catalogue of Life.